# Hans de Winiwarter
Hans Jean Chrysostôme de Winiwarter, né à Vienne le 29 mai 1875 et mort à Liège le 14 juillet 1949, est un embryologiste, professeur à l'Université de Liège, réputé pour ses recherches sur les mécanismes de la méiose. Il fut aussi un passionné d'art nippon et un grand collectionneur d'estampes japonaises.

## Médecin et chercheur
Hans de Winiwarter a trois ans lorsque son père, Alexandre de Winiwarter, quitte Vienne pour occuper la chaire de Chirurgie à l'Université de Liège. Hans fait ses humanités à Liège et entre à la Faculté de Médecine. Dès ses 18 ans, à son premier cours à la Faculté de Médecine, il est subjugué par le professeur Edouard van Beneden. Il fréquente son laboratoire et travaille pendant dix ans sur l'ovogenèse et l'organogenèse de l'ovaire des mammifères ,. En 1899, il obtient son doctorat en médecine et reçoit une bourse de voyage. Entre 1901 et 1903, il visite les laboratoires européens de Vienne, Breslau, Berlin et Paris.  La famille "von Winiwarter" francise son nom en "de Winiwarter" en 1906. 
En 1903-1907, Hans de Winiwarter est nommé assistant, d'abord en Chirurgie, puis en Gynécologie et Obstétrique. Il continue parallèlement ses recherches avec van Beneden.  Il obtient un doctorat spécial en Anatomie en 1910 sur La constitution et l'involution du corps de Wolfe et le développement du canal de Müller dans l'espèce humaine.
Pendant la guerre de 1914-1918, à la demande de F. Fraipont, il travaille à la Clinique de la maternité de l'Université de Liège. En 1919, il est chargé des cours d'Histologie et de Splanchnologie à la Faculté de Médecine. Il abandonne la pratique médicale. Il est co-directeur des Archives de Biologie en 1926, aux côtés d'Albert Brachet. Il est nommé professeur ordinaire en 1927. Il devient professeur d'Histologie et d'Embryologie à l'Université de Liège en 1928. 

## Amateur d'art japonais
Hans de Winiwarter reçoit une éducation artistique et musicale. Il se lie avec des artistes et des amateurs d'art des milieux d'avant-garde. Il devient l'ami intime d'Armand Rassenfosse, d'Auguste Donnay, de François Maréchal et du poète Albert de Neuville. Encore étudiant, il découvre l'art japonais et la culture japonisante. En 1896, il achète à Paris ses trois premières estampes, dont une "Vue du Mont Fuji par beau temps et par vent du Sud", signée Hokusai. À partir de 1905, il achète des livres japonais. À sa mort, sa collection comprendra environ 1 500 pièces. Winiwarter étant veuf et sans enfant, sa nièce vendra l'ensemble à un collectionneur privé.

## Hommages[2]
- En 1927, il reçoit le prix Pierre-Joseph et Edouard van Beneden.
- En 1930, il est membre correspondant de la Société Royale de Médecine de Belgique et membre titulaire en 1941. La même année il est promu chevalier de l'Ordre de Léopold.
- En 1931, il est nommé officier de l'Ordre de la Couronne[6] et admis comme membre correspondant de l'Académie Royale des Sciences, des Lettres et des Beaux-Arts de Belgique. Il en devient membre titulaire en 1939.
- Il est membre d'honneur de la Société des Sciences Médicales et Naturelles de Bruxelles, Fellow of the Royal Microscopical Society et membre de la Société Belge de Biologie de Paris.